# Ranger Football Club
Maillots
Le Ranger Football Club (en khmer : ខេមរាកីឡា), plus couramment abrégé en Ranger FC, est un club cambodgien de football fondé en 1997 et basé à Phnom Penh, la capitale du pays.
L'équipe évolue au Stade olympique de Phnom Penh.

## Histoire
Fondé sous le nom de Khemara Keila FC et ayant appartenu au prince Norodom Ranariddh, le club est rebaptisé Ranger FC au début 2009. Le Khemara Keila FC arborait les couleurs bleu et or. Le Ranger FC joue aujourd'hui avec une tenue bleu et blanche.
Le Ranger FC est le club cambodgien avec l'un des plus beaux palmarès, mais il connait depuis mi-2007 une période un peu plus difficile. Il est encore la seule formation cambodgienne à avoir atteint les demi-finales d'une compétition continentale, lors de l'édition 2006 de la Coupe du président de l'AFC (sous le nom de Khemara Keila FC).
Kouch Sokumpheak (international cambodgien) est son capitaine et son attaquant vedette, l'un des seuls joueurs restant de l'équipe de 2006.

## Bilan sportif

### Palmarès
| Compétitions nationales                                                                                                   |
| --- |
| - Champion du Cambodge (2) : - Champion : 2005 et 2006. - Vice-champion : 2007. - Coupe Hun-Sen (1) : - Vainqueur : 2007. |

### Bilan international
- Coupe du président de l'AFC :
  - 2 participations : 1/2 finaliste 2006, éliminé lors de la phase de poule en 2007.

## Personnalités du club

### Présidents du club
- Lah Salakhan

### Entraîneurs du club
- Kim Ty